# Iglesia de Gracia y Dependencias
La Iglesia de Gracia y Dependencias (en inglés: Grace Church and Dependencies) es una iglesia histórica ubicada en Nueva York, Nueva York, perteneciente a la Iglesia episcopal estadounidense. La Iglesia de Gracia y Dependencias fue diseñada por el arquitecto James Renwick Jr y está inscrita como un Hito Histórico Nacional en el Registro Nacional de Lugares Históricos desde el 28 de junio de 1974.  

## Enlaces externos

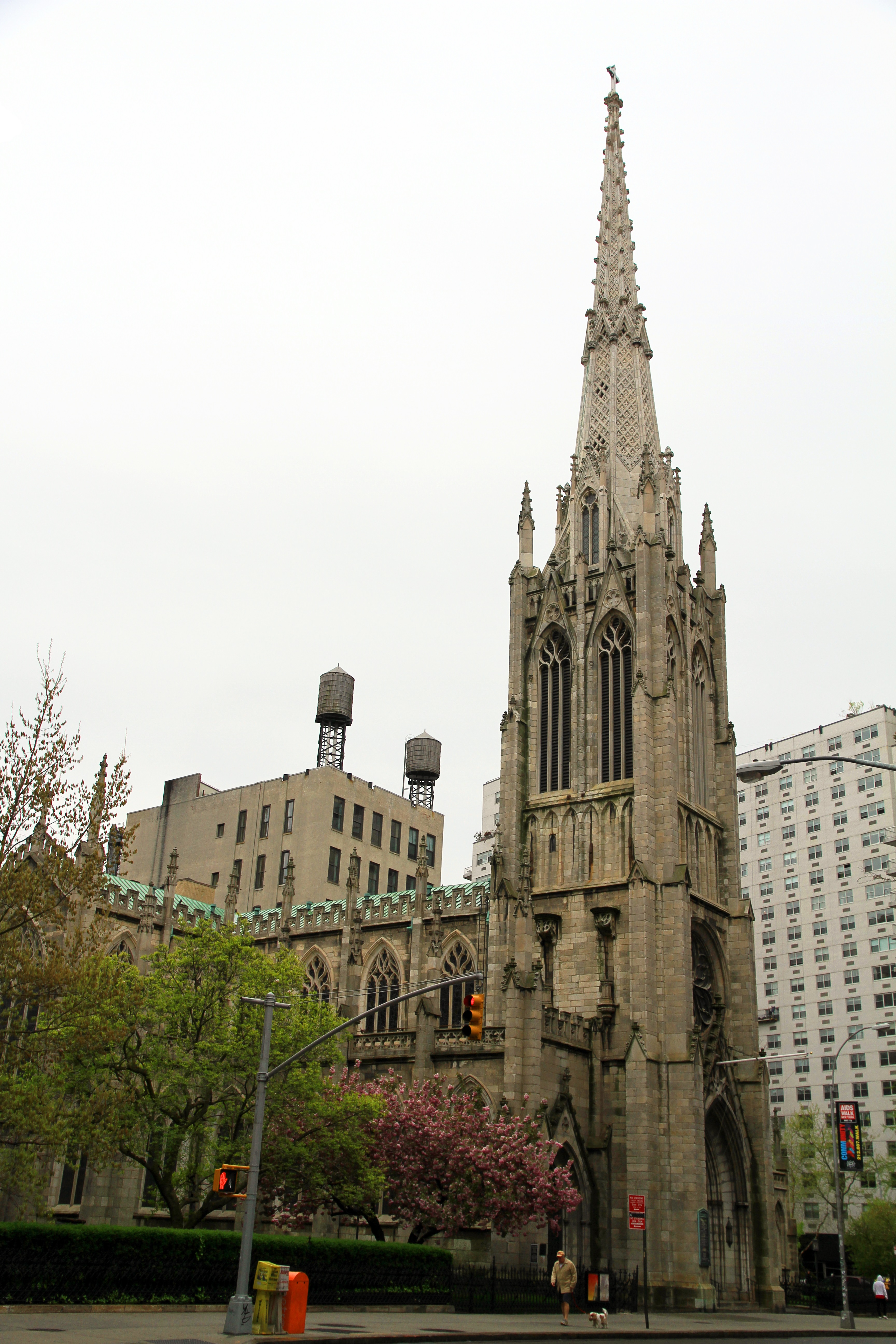
Iglesia de Gracia

## Ubicación
La Iglesia de Gracia y Dependencias se encuentra dentro del condado de Nueva York en las coordenadas 40°43′55″N 73°59′28″O / 40.731944, -73.991111.